# Stazione di Le Blanc-Mesnil
La stazione di Le Blanc-Mesnil (in francese Gare du Blanc-Mesnil) è una stazione ferroviaria situata nel comune di Le Blanc-Mesnil, nel dipartimento della Senna-Saint-Denis.

## Storia
La stazione fu attivata nel giugno 1980.

## Movimenti
La stazione è servita dai treni della Linea RER B.